# Mani Kaul
Mani R. Kaul (Hindi: मणि कौल, Maṇi Kaul; * 25. Dezember 1944 in Jodhpur, Rajasthan; † 6. Juli 2011 in Gurgaon, Haryana) war ein indischer Filmregisseur, Drehbuchautor und Hochschullehrer.

## Leben
Mani Kaul wurde als Rabindranath Kaul in eine aus Kaschmir stammende Familie geboren. Er ist ein Neffe des Hindi-Filmregisseurs Mahesh Kaul (1911–1972). 1963 erlangte er einen College-Abschluss an der University of Rajasthan in Jaipur. Danach studierte er bis 1966 am Film and Television Institute of India (FTII) in Pune zunächst Schauspiel, wechselte dann aber in die Regieausbildung, wo Ritwik Ghatak einer seiner Lehrer war. Mitte der 1960er Jahre trat er in mehreren Studentenfilmen des Filminstituts auf; 1969 spielte er in Basu Chatterjees Regiedebüt Sara Akash.
Seine erste eigene Spielfilmregie nach einer Reihe von Kurz- und Dokumentarfilmen war 1969 Uski Roti, die Adaption einer Kurzgeschichte des Hindi-Autors Mohan Rakesh. Kaul durchbrach mit Uski Roti die gewohnten Normen des indischen Films hinsichtlich Erzählstruktur, Tongestaltung und Bildkomposition. Er brachte die Mainstream-Presse gegen sich, gewann jedoch die Zustimmung der intellektuellen Filmkritik. Der Film markiert den Beginn einer langjährigen Zusammenarbeit mit dem Kameramann K. K. Mahajan, den er von der Filmhochschule her kannte. Er markiert einen wichtigen Beitrag zur Bewegung des New Indian Cinema der 1970er Jahre. Bei der Berlinale 1971 war Mani Kaul Mitglied der Jury.
Sein zweiter Spielfilm Ashad Ka Ek Din (1971) ist die Verfilmung eines Schauspiels von Mohan Rakesh über den Sanskrit-Dichter Kalidasa und lotet die Möglichkeiten innovativer Kameraarbeit weiter aus. Kauls erster Farbfilm Duvidha (1973) stellt ein Frauenschicksal aus einer Kurzgeschichte von Vijaydan Detha dar und wurde auch mehrfach in Europa aufgeführt. Seit Mitte der 1970er Jahre war Mani Kaul neben seiner filmischen Arbeit als Hochschullehrer am FTII tätig. Für seinen Dokumentarfilm Historical Sketch of Indian Women (1975), der während der Zeit der Notstandsgesetzgebung unter Indira Gandhi entstand, weigerte er sich die Autorschaft zu übernehmen, nachdem er zur Abänderung des Kommentars und einiger Einstellungen gezwungen wurde.
Ghashiram Kotwal (1977) nach einem Stück von Vijay Tendulkar dreht Kaul gemeinsam mit den Regisseuren K. Hariharan, Kamal Swaroop und Saeed Akhtar Mirza. Anfang und Ende des Films zitieren Glauber Rochas Antonio das Mortes aus dem Jahr 1969. Aufgrund gerichtlicher Auseinandersetzungen mit der finanzierenden Bank gelangte der Ghashiram Kotwal nach seiner Premiere im Januar 1977 in Madras erst mit zwei Jahren Verspätung zu weiteren Kinoaufführungen.
In den 1980er Jahren traten die fiktionalen Anteile in Kauls Langfilme zugunsten stärkerer poetisch-dokumentarischer Elemente zurück. Nach seinem Film Satah Se Uthata Admi (1980) über den Autor Gajanan Madhav Muktibodh (1917–1969), begann Kaul sich für Dhrupad-Musik der nordindischen Klassik zu interessieren. 1982 porträtierte er im Film Dhrupad die Musiker Zia Mohiuddin Dagar (Rudra Vina) und Zia Fariduddin Dagar (Gesang) auf der Suche nach dem künstlerischen Kern und Ursprung des Dhrupad. Mati Manas (1984) ist ein Episodenfilm über die Tradition der Terrakottaskulpturen und der Töpferei in Indien. Der Film zieht anhand von Legenden Parallelen zwischen Harappa und Mesopotamien. Mit seinem Porträt der Thumri-Sängerin der Benares-Gharana Siddheshwari Devi (1903–1977) kehrte Kaul zur klassischen Musik zurück. Der von der Films Division produzierte Film Siddheshwari wurde mit einem National Film Award als bester Dokumentarfilm ausgezeichnet. Gegen Ende der mit Schauspielern nachgestellten Lebensgeschichte der Sängerin verwendete er auch Archivmaterial des einzigen Fernsehauftritts der Sängerin. Mit den Dostojewski-Adaptionen Nazar (1989) und Idiot (1991) kehrte Kaul zu fiktionalen Sujets zurück.
Seine ausgefeilte Theorie der zeitgenössischen ästhetischen Praxis mit dem Titel Seen from Nowhere wurde im Seminar Inner space, Outer Space der Kulturhistorikerin Kapila Vatsyayan am Indira Gandhi National Centre for the Arts vorgestellt und im Buch Concepts of Space: Ancient and Modern veröffentlicht. In den 2000er Jahren hatte er auch Lehraufträge in den USA und den Niederlanden.
Mani Kaul starb an einer Krebserkrankung am 6. Juli 2011 in seinem Haus in Gurgaon bei Delhi.

## Auszeichnungen
- 1971: Filmfare Award/Kritikerpreis – Bester Film für Uski Roti
- 1972: Filmfare Award/Kritikerpreis – Bester Film für Ashad Ka Ek Din
- 1973: National Film Award/Beste Regie für Duvidha
- 1974: Filmfare Award/Kritikerpreis – Bester Film für Duvidha
- 1975: Filmfare Award/Bester Dokumentarfilm für The Nomad Puppeteer
- 1989: National Film Award/Bester Dokumentarfilm für Siddheshwari
- 1990: Filmfare Award/Bester Dokumentarfilm für Siddheshwari
- 1993: Filmfare Award/Kritikerpreis – Bester Film für Idiot

## Filmografie
| - 1967: Yatrik – Kurzfilm - 1967: 6.40 p.m. – Kurzfilm - 1967: Homage to the Teacher – Kurzfilm - 1968: Forms and Designs – Dokumentarfilm - 1969: Uski Roti - 1970: During and after Air Raid – Dokumentarfilm - 1971: Ashad Ka Ek Din - 1973: Duvidha - 1974: The Nomad Puppeteer – Dokumentarfilm - 1975: Historical Sketch of Indian Women – Dokumentarfilm - 1976: Chitrakathi – Dokumentarfilm - 1977: Ghashiram Kotwal - 1979: Arrival – Dokumentarfilm - 1980: Satah Se Uthata Admi | - 1981: Desert of a Thousand Lines – Kurzfilm - 1982: Dhrupad - 1984: Mati Manas - 1988: Before My Eyes – Dokumentarfilm - 1989: Siddheshwari - 1989: Nazar - 1991: Idiot - 1994: The Cloud Door – Kurzfilm - 1999: Naukar Ki Kameez - 2000: Bojh - 2002: Ik Ben Geen Ander – Niederlande - 2005: Een Aaps Regenjas – Niederlande - 2006: 'Signature Film' für Osian’s Cinefan Festival of Asian Cinema |